# Stevie Smith
Florence Margaret Smith (Kingston upon Hull, 20 settembre 1902 – Londra, 7 marzo 1971) è stata una poetessa e scrittrice inglese.

## Biografia
Mai legata a particolari scuole o movimenti, ha descritto l'insofferenza nei confronti del suo tempo. Tra le sue raccolte poetiche, spesso arricchite da foto e illustrazioni, vi sono Tender only to one (1938), Mother, what is a man (1942), Not waving but drowning (1957), The best beast (1969) e Collected poems (postuma, 1975). Ha realizzato anche disegni comici e ha scritto anche romanzi come Novel on yellow paper (1936) e The holiday (1949).